# Ozocherită

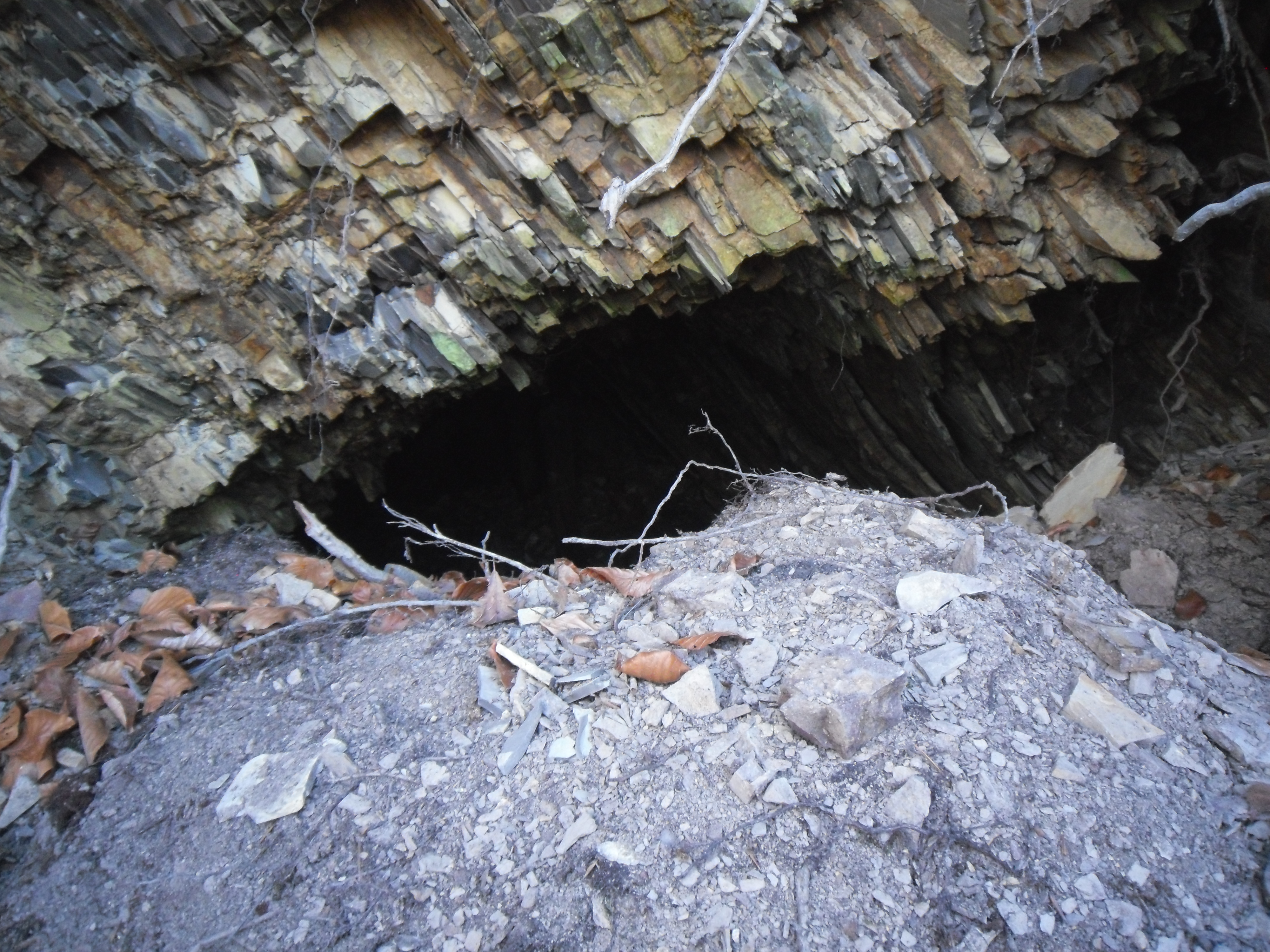
Fosta mină de ozocherită de pe culmea Cândea (Târgu Ocna), pe valea Slănicului, închisă în anii 1930.

Ozocherita, ozokerita sau ceara de pământ (din limba greacă vgr. ozé, miros, și keros, ceară) este o hidrocarbură produsă prin oxidarea naturală a petrolului parafinos-ușor.
După Dicționaru limbii românești (1939) scris de August Scriban, „ozocherita este o hidrocarbură fosforescentă (numită și parafină naturală, ceară de pământ sau ceară fosilă), care provine din destilarea naturală a petrolului [...] Se topește la 60° și se întrebuințează la facerea lumânărilor de parafină.”

## Etimologie
Hidrocarbura a fost denumită oțocherit și moldavit de către Iacob Cihac și că se găsește numai la Slănic din ținutul Bacău, unde probabil că ultima denumire a fost dată de către Cihac. Varianta ozocherit a fost dată la congresul de naturaliști și medici de la Breslau (1833) de către M. Glocker unei substanțe aduse de la Slănicul Moldovei de către von Meyer, medic din București.
Constantin I. Istrati a denumit moldavit o varietate de ozocherită găsită la Mosoare, Bacău, însă Ion Atanasiu a menționat faptul că termenul ozokerit are un înțeles general, dar în cazul termenului moldavit acesta trebuie rezervat pentru varietatea de ozocherită de la Slănic. Cu toate acestea, moldavit a fost introdus și întrebuințat în mineralogie și pentru o varietate de obsidian. Grigore Cobălcescu a utilizat moldavit, însă cu înțeles general, echivalent cu ozocherita.

## Proprietăți
Ozocherita este de culoare galbenă, galbenă-brună, verzuie sau negricioasă, cu miros aromatic și ușor fuzibilă, se întâlnește sub formă de filoane sau de cuiburi. Conține aproximativ 85% dioxid de carbon, circa 14% oxigen, parafină, uleiuri minerale, rășini și alte substanșe. Este solubilă în benzină, terebentină, kerosen. Are mare capacitate calorică și conductibilitate termică redusă. Prin rafinarea ei cu acid sulfuric se obține cerezină.

## Exploatare

### Galiția
În 1772, când Imperiul Austriac a preluat teritoriul Galiției, nu a existat niciun regulament privind zăcămintele de hidrocarburi. Însă acesta a venit în 1804, stipulând autoritatea asupra metalelor și mineralelor din pământ cu excepția turbei, care revenea în posesia proprietarilor. În august 1810, regulamentul a fost extins asupra hidrocarburilor solide și lichide, dar în urma unei acțiuni împotriva deciziei, în noiembrie același an nu au mai fost incluse și hidrocarburile lichide (precum petrolul), întrucât importanța economică era mică. Ceara de pământ în schimb a fost clasificată ca hidrocarbură solidă și necesita permisiune de exploatare. În același an, Johan Mittis de lângă Drohobycz a cerut permsiunea exploatării de ceară de pământ. Mittis fusese amintit în anumite surse ca fiind un asociat al lui Joseph Hecker, prima persoană în zonă care a încercat să distileze petrolul și care deținea și experiență în exploatarea și prelucrarea hidrocarburilor solide precum cărbunele brun și șisturile bituminoase. În 1838, permisiunea de exploatare a cerei de pământ, ce era promițătoare economic, i-a fost acordată și lui Hecker.
Pe de altă parte, prelucrarea petrolului, indiferent de persoana implicată, a fost dificilă în respectiva perioadă din cauza instalațiilor primitive, superstițiilor, comunicării deficitare, suspiciunilor și conservatorismului. În cazul Galiției, prelucrarea a continuat în prima jumătate a secolului al XIX-lea și în 1831 existau 20 de puțuri de exploatare active în zona Drohobycz. În 1841, exploatarea petrolului a fost remarcată ca industrie în Drohobycz și în satele din apropiere Stara Sól și Tyrawa Solna de lângă Sanok.
Unii autori îl creditează pe Abraham Schreiner ca fiind primul care a fabricat lumânări din ozocherită.

### Moldova
În județul Bacău, ozocherita a fost găsită la Moinești, Solonț, Valea Slănicului aproape de Târgu Ocna, iar la sfârșitul secolului al XIX-lea era exploatată doar cea de la Solonț, unde două mine dădeau o producție de 700–800 de kg pe săptămână, fiind transportată pentru rafinare la fabrica lui L. Löbel din Moinești. Parafina extrasă se vindea cu 2 lei/kg cea galbenă și cu 3 lei/kg  cea albă.
În 1821, geologul Georg Gottlieb Pusch⁠(d), ce efectuase un studiu geologic al Munților Carpați în 1821, a estimat că Galiția și Moldova au produs 12 000 de picioare cubice (peste 2000 de barili) pe an și că exploatarea și prelucrarea petrolului făcea parte din economia locală. Dezvoltarea comerțului cu petrol pentru industriile de tăbăcărie și lubrifianți a dus la exploatarea mai mare a puțurilor de petrol înainte de anii 1850.
De asemenea se găsea în cantități mici la Câmpina (Județul Prahova), Cricău (Județul Alba) și Caucaz.
Pe suprafețele în subsolul cărora sunt zăcăminte pe cale de degradare, apar uneori și izvoare sărate-iodurate.